# 拉卡伊9352
拉卡伊9352（Lac 9352）是位於南天南魚座的一顆紅矮星，視星等為7.34等。這顆恒星太暗，即使在最良好的視相條件下，肉眼也無法觀察到。視差量測出它距離地球大約10.74光年（3.29秒差距），是距離太陽系最近的第11個恒星系，是星座南魚座中最接近地球的恒星。ChView模擬顯示它最近的鄰居是寶瓶座EZ三合星系統，距離它大約4.1光年遠。

## 性質
這顆恒星擁有已知的第四高的自行（1881年班傑明·古爾德首次注意到這一點。)，每年總共移動6.9弧秒。然而，因為在一個弧度中有3600弧秒，這仍然是一個非常小的整體運動。這顆恒星的空間速度成分是(U, V, W) = (−93.9, −14.1, −51.4) km/s。如果徑向速度 （'Vr'）等於+9.7公里/秒，那麼大約2,700年前拉卡伊9352距離太陽的最近，約為10.63 ly（3.26 pc）。
拉卡伊9352的光譜分類為M0.5V的類型 ，這表明它是被稱為紅矮星的主序恒星。這是第一顆量測角直徑的紅矮星，其物理直徑約為太陽半徑的46%。它大約擁有太陽質量的一半，表面的有效溫度約為3,626K。

## 行星系
2020年6月，報告了兩顆超級地球行星，以及第三個可能是由於恒星活動造成，週期為50.7天的訊號。然而，如果這真的是顆行星，它可能位於適居帶內。它們是用徑向速度法從智利HARPS和夏威夷HIRES的觀測中檢測出來的
。
| 成員 (依恆星距離) | 质量         | 半長軸 (AU) | 轨道周期 (天)       | 離心率          | 傾角 | 半径 |
| ----------------- | ------------ | ----------- | ------------------- | --------------- | ---- | ---- |
| b                 | ≥ 4.2±0.6 M⊕ | 0.068±0.002 | 9.262±0.001         | 0.09+0.09 −0.06 | —    | —    |
| c                 | ≥ 7.6±1.2 M⊕ | 0.120±0.004 | 21.789+0.004 −0.005 | 0.22+0.09 −0.10 | —    | —    |
| d (未确认)        | ≳ 8.3 M⊕     | ~0.21       | ~50.7               | 0.25+0.20 −0.15 |      |      |

## 外部連結
- SolStation.com: Lacaille 9352 （页面存档备份，存于）